# Lily Carlstedt
Lily Marie Louise Carlstedt-Kelsby, danska atletinja, * 5. marec 1926, Søllerød, Danska, † 14. junij 2002, Vallensbæk, Danska.
Nastopila je na poletnih olimpijskih igrah v letih 1948 in 1952, leta 1948 je osvojila bronasto medaljo v metu kopja, leta 1952 pa peto mesto.